# Török
Török (ungar. für „türkisch“) ist ein von einem Spitznamen abgeleiteter ungarischer Familienname.

## Namensträger
- Alexander Török (1914–ca. 1980), ungarisch-deutscher Diplomat
- Alexander Török von Szendrő (1809–1868), österreichischer Feldmarschalleutnant
- András Török (* 1978), ungarischer Squashspieler
- Anton Török (1761–1832), ungarischer Geistlicher, Bischof von Csanád
- Bálint Török (1502–1551), ungarischer Staatsmann und Militär, Ban von Belgrad
- Béla Török (1871–1925), ungarischer Physiker und HNO-Arzt
- Enikő Török, ungarische Pianistin
- Ferenc Török (Adliger) (um 1530–1557), ungarischer Adliger und Hauptmann von Transdanubien
- Ferenc Török (Moderner Fünfkämpfer) (* 1935), ungarischer Moderner Fünfkämpfer
- Ferenc Török (Regisseur) (* 1971), ungarischer Filmregisseur und Drehbuchautor
- Ferenc Török (Sportschütze) (* 2003), ungarischer Sportschütze
- Gábor Török (Fußballspieler) (1936–2004), ungarischer Fußballspieler
- Gábor Török (Künstler) (* 1952), ungarischer Bildhauer und Installationskünstler
- Gábor Török (Politikwissenschaftler) (* 1971), ungarischer Politikwissenschaftler
- Gergely Török (* 2002), ungarischer Hochspringer
- Győző Török (1935–1987), ungarischer Radrennfahrer
- Gyula Török (Schriftsteller) (1888–1918), ungarischer Schriftsteller
- Gyula Török (Archäologe) (1911–1997), ungarischer Archäologe
- Gyula Török (Boxer) (1938–2014), ungarischer Boxer
- Ignác Török (Märtyrer von Arad; 1795–1849), ungarischer Militär
- Imre Török (* 1949), ungarisch-deutscher Schriftsteller
- János Török (Soldat) (1529–1562), ungarischer Adliger und Soldat
- János Török (Politiker) (1843–1892), ungarischer Jurist und Politiker, Bürgermeister von Temeswar
- János Török (Musiker), ungarischer Cellist und Hochschullehrer
- Jaroslav Török (* 1971), slowakischer Eishockeyspieler
- Jean-Paul Török (* 1936), französischer Filmhistoriker, Regisseur und Drehbuchautor
- Johann Andreas von Török (1723–1793), k. k. Feldmarschall-Lieutenant und Ritter des Maria-Theresia-Ordens
- Joszef Török (* 1954), ungarischer Fußballspieler
- Katalin Török (* 1985), ungarische Fußballschiedsrichterassistentin
- László Török (1941–2020), ungarischer Archäologe
- Levente Török (* 1993), ungarischer Dirigent
- Mária Török (1925–1998), ungarisch-französische Psychoanalytikerin
- Matic Török (* 2003), slowenischer Eishockeyspieler
- Ottó Török (* 1937), ungarischer Moderner Fünfkämpfer
- Raphael Török (* 1982), israelisch-deutscher Basketballspieler
- Robert Müller-Török (* 1969), österreichischer Wirtschaftswissenschaftler und Hochschullehrer
- Sándor Török (1904–1985), ungarischer Kinderbuchautor
- Stefan Török (1903–1972), österreichischer Geistlicher, Bischof der altkatholischen Kirche
- Zoltán Török (1899–1970), ungarischer Ruderer